# 오쿠다이라 마사시게

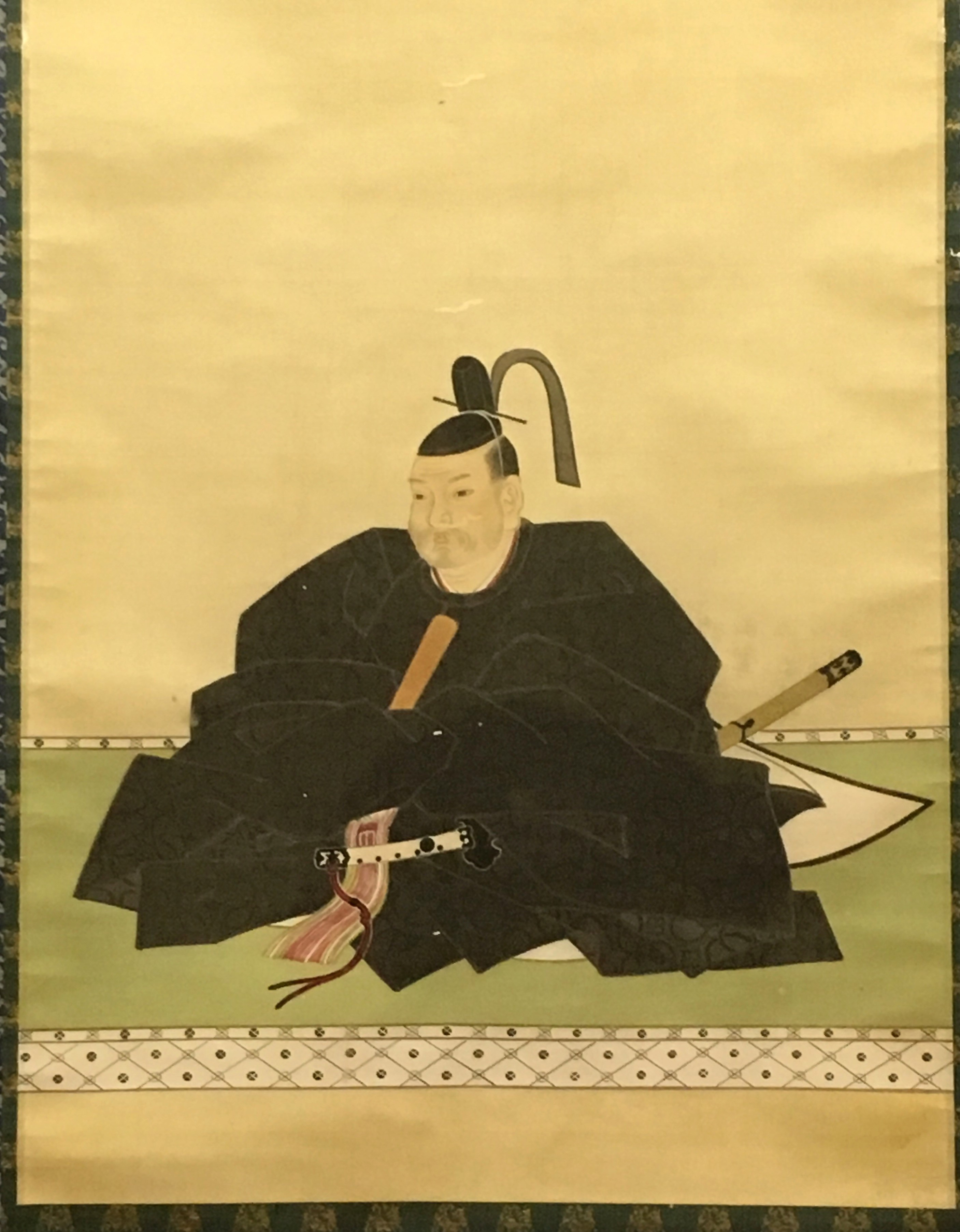
오쿠다이라 마사시게

오쿠다이라 마사시게(奥平昌成)는 시모쓰케 우쓰노미야 번 제2대 번주, 단고 미야즈 번주, 부젠 나카쓰번 초대 번주이다. 나카쓰 번 오쿠다이라 가 제5대 당주.
| 전임 오쿠다이라 마사아키라 | 제2대 우쓰노미야 번 번주 (오쿠다이라가, 재봉) 1695년 ~ 1697년 | 후임 아베 마사쿠니 |

| 전임 아베 마사쿠니 | 미야즈 번 번주 (오쿠다이라가) 1697년 ~ 1717년 | 후임 아오야마 요시히데 |

| 전임 오가사와라 나가사토 | 제1대 나카쓰번 번주 (오쿠다이라가) 1717년 ~ 1746년 | 후임 오쿠다이라 마사아쓰 |